# Cosmisoma speculiferum
Cosmisoma speculiferum là một loài bọ cánh cứng trong họ Cerambycidae.